# عری شمالی
عری شمالی (به عربی: عری الشمالیة) یک روستا در سوریه است که در ناحیه مرکزی ادلب واقع شده‌است. عری شمالی ۱٬۱۵۷ نفر جمعیت دارد.